# Kastun
Kastun (arab. قسطون) – miejscowość w Syrii, w muhafazie Hama. W 2004 roku liczyła 6187 mieszkańców.